# V stile jazz
V stile jazz (russisk: В стиле jazz) er en russisk spillefilm fra 2010 af Stanislav Govorukhin.

## Medvirkende
- Michał Żebrowski som Sergej Vladimirovitj Saveljev
- Olga Krasko som Irina
- Jelena Jakovleva som Vera Dmitrijevna
- Aglaja Sjilovskaja som Zjenja
- Anatolij Belyj